# Sakamoto Ryōma
En aquest nom japonès, el cognom és Sakamoto.
Sakamoto Ryōma (坂本 龍馬) va ser un personatge important en el moviment del shogunat Tokugawa durant el període Bakumatsu del Japó. Entre altres actuacions, va negociar la pau entre Chōshū i Satsuma, dues poderoses províncies que eren hostils i que es van unir contra el govern Bakufu, que donava suport al shogun Tokugawa. Ryōma sovint utilitzava l'àlies Saidani Umetarō(才谷 梅太郎}. Finalment va ser assassinat junt amb el seu company Nakaoka Shintarō, a Kyoto, mai s'ha sabut la identitat dels seus assassins.
Ryōma va ser un admirador dels principis democràtics. Ryōma va prendre com a model de democràcia per al futur del Japó, el Congrés dels Estats Units i el Parlament Britàni
Ryōma sovint és considerat com el "pare de l'Armada Imperial Japonesa", pel fet que va treballar sota la direcció de Katsu Kaishū per a crear una força naval moderna 

## Llegat

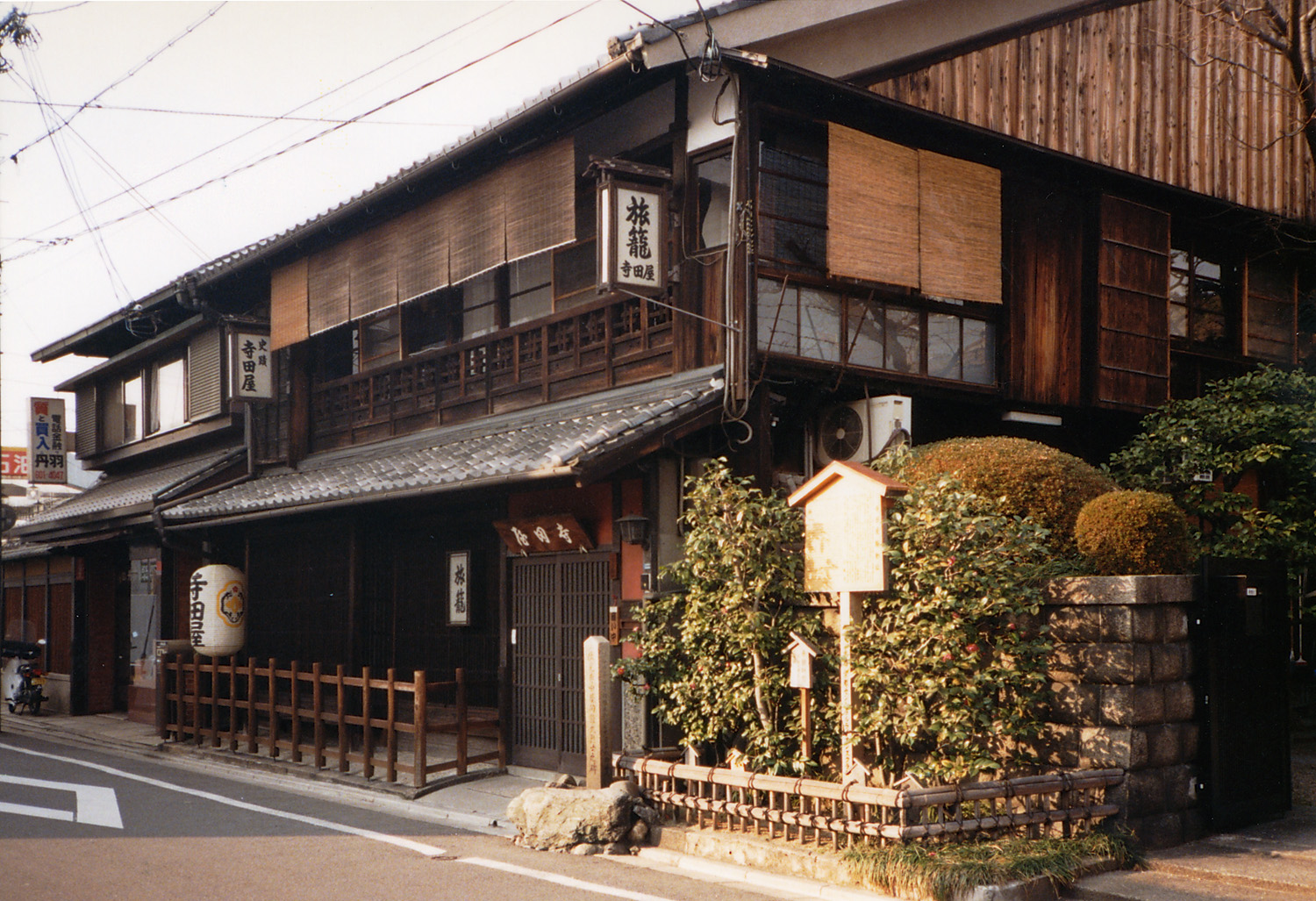
Teradaya a Kyoto, on Ryōma va ser ferit de mort

Ryōma va ser un visionari que somiava un Japó independent sense feudalisme. Era una mescla de la tradició i la modernitat simbolitzada per la seva preferència pel vestit de samurai mentre afavoria la vestimenta occidental.
El 15 de novembre de 2003, l'Aeroport Kōchi va ser rebatejat Kōchi Ryōma Airport en el seu honor.
L'asteroide 2835 Ryoma rep el seu nom i l'asteroide 5823 Oryo rep el nom de la seva esposa.
Sakamoto apareix en diversos manga històrics com el Shura no Toki